# Семенов Іван Петрович
Іван Петрович Семенов (23 жовтня 1919, село Журавинки, тепер Чаплигінського району Липецької області, Російська Федерація — 2003, місто Москва) — радянський військовий діяч, політпрацівник, член Військової Ради — начальник Політуправління Одеського військового округу, генерал-лейтенант. Депутат Верховної Ради УРСР 8—9-го скликань. Кандидат у члени ЦК КПУ в 1971—1981 р.

## Біографія
Народився у родині селянина. У 1937 році закінчив Раненбурзьке (тепер — Чаплигінське) педагогічне училище. У 1939 році закінчив Тамбовський учительський інститут, працював завідувачем навчальної частини середньої школи села Ключовка Ленінпольського району Киргизької РСР.
У Червоній армії з 1939 року. У 1940—1942 роках — слухач Вищого військово-педагогічного інституту імені Калініна.
Член ВКП(б) з вересня 1941 року.
Учасник німецько-радянської війни з 1942 року. Служив помічником начальника політичного відділу по роботі серед комсомольців 273-ї стрілецької дивізії 66-ї армії Донського фронту, помічником начальника політичного відділу армії по роботі серед комсомольців. З 1944 року був заступником командира 444-го полку по політичній частині 108-ї стрілецької дивізії 65-ї, 3-ї армії 2-го Білоруського фронту.
Після війни залишився служити на військово-політичній роботі у Радянській армії. Закінчив Військово-політичну академію імені Леніна. Служив заступником начальника політичного відділу дивізії.
З 1954 року — слухач Військової академії Генерального штабу Збройних Сил СРСР. Після закінчення Військової академії перебував на командних військово-політичних посадах у Радянській армії.
У 1965—1967 р. — старший інспектор Головного політичного управління Радянської армії і ВМФ СРСР.
У 1967—1969 р. — 1-й заступник начальника Політичного управління Червонопрапорного Київського військового округу.
У вересні 1969 — травні 1976 р. — член Військової Ради — начальник Політичного управління Червонопрапорного Одеського військового округу.
Працював начальником Політичного відділу Військової академії Генерального штабу Збройних Сил СРСР імені Ворошилова.
Потім — у відставці.
Проживав у Москві. Похований на Троєкурівському цвинтарі.

## Звання
- генерал-майор
- генерал-лейтенант (29.04.1970)
- генерал-полковник

## Нагороди
- орден Леніна (1945)
- два ордени Червоного Прапора (.09.1944;)
- орден Вітчизняної війни 1-го ст. (26.07.1944)
- орден Вітчизняної війни 2-го ст. (23.02.1945)
- три ордени Червоної Зірки (.03.1943;)
- медалі
- ордени та медалі Польської Народної Республіки
- два ордени Народної Республіки Болгарії